# Без ума от тебя (фильм)
«Без ума от тебя» (англ. Mad About You) — американский кинофильм режиссёра Лоренцо Доумани, мелодрама с главными ролями Клаудии Кристиан, Эдама Уэста и Джозеф Джайен.

## Сюжет
У директора компании Эдварда Харриса есть молодая дочь. Отца волнует и деловая и личная жизнь дочери. С карьерой всё в порядке: дочь — вице-президент в компании отца. А личную жизнь можно устроить с сыном родовитого богача — Рандольфом Осбурном Третьим, с которым и знакомит Эдвард свою дочь.
Но Кэйси и сама заводит знакомства. У Кэйси есть подруга Ренни, которая таскает её в спортзал любоваться на красивых парней, занимающихся спортом. Там Кэйси знакомится с футболистом Джеффом Кларком. Футболисту прочат удачную карьеру. Но у Кэйси и Джеффри пока только симпатия.
Другой знакомый Кэйси — официант Джой, который в свободное от работы время занимается музыкой и даже создал собственную группу. Правда пока у него даже нет своей квартиры, и он живёт у друга Джи, который хочет стать актёром. Джой влюблён в Кэйси и думает о совместной жизни с ней. Кого же выберет девушка — бизнесмена, футболиста или музыканта?

## В ролях
- Клаудия Кристиан — Кэйси
- Эдам Уэст — Эдвард Харрис, отец Кэйси
- Джозеф Джайен — Джой, музыкант
- Шери Шеттак — Ренни, подруга Кэйси
- Джеймс Доутон — Рандольф Осбурн III
- Вулф Ларсон — Джефф Кларк, футболист
- Дэвид Джи — Джи, друг Джоя

## Интересные факты
- В русском переводе фильм имеет и другое название — «Я от тебя без ума»
- Песни в этом фильме исполняют Джозеф Джайен и Тьюсди Найт